# اچ‌ام‌اس پرزیدنت (۱۹۱۸)
اچ‌ام‌اس پرزیدنت (۱۹۱۸) (به انگلیسی: HMS President (1918)) یک کشتی بود که طول آن ۲۵۰ فوت (۷۶ متر) بود. این کشتی در سال ۱۹۱۸ ساخته شد.